# Stazione di Villa Literno
La stazione di Villa Literno è una stazione ferroviaria posta lungo la linea Roma-Napoli (via Formia), gestita da RFI e punto d'origine del cosiddetto "passante ferroviario di Napoli". Serve il centro abitato di Villa Literno.

## Storia
La stazione venne inaugurata il 28 ottobre 1927, con l'apertura della tratta Formia - Pozzuoli della ferrovia Roma-Formia-Napoli, diventando importante con l'apertura, un anno dopo, della diramazione per Aversa della suddetta linea. La stazione venne bombardata durante la seconda guerra mondiale e riattivata nell'immediato dopoguerra.

## Strutture e impianti
La stazione dispone di 16 binari passanti, di cui 8 dotati di marciapiede e tra loro collegati tramite sottopassaggio, e quindi utilizzati per il servizio passeggeri, oltre a numerosi tronchini utilizzati per mezzi di servizio.  All’interno del fabbricato viaggiatori sono presenti sala d'attesa, biglietteria, servizi igienici, bar, tabaccheria e una chiesa cattolica.

## Movimento
La stazione è servita dai treni in servizio sulla tratta Roma-Napoli, compresi alcuni diretti a Caserta e Benevento. Inoltre la stazione è capolinea di alcuni regionali per Napoli Campi Flegrei.
Nel 2007, il traffico giornaliero medio era di 1254 unità.

## Servizi
La stazione dispone di:
- Sala d'attesa
- Servizi igienici
- Posto di polizia ferroviaria
- Biglietteria
- Bar
- Sottopassaggio